# Czchów

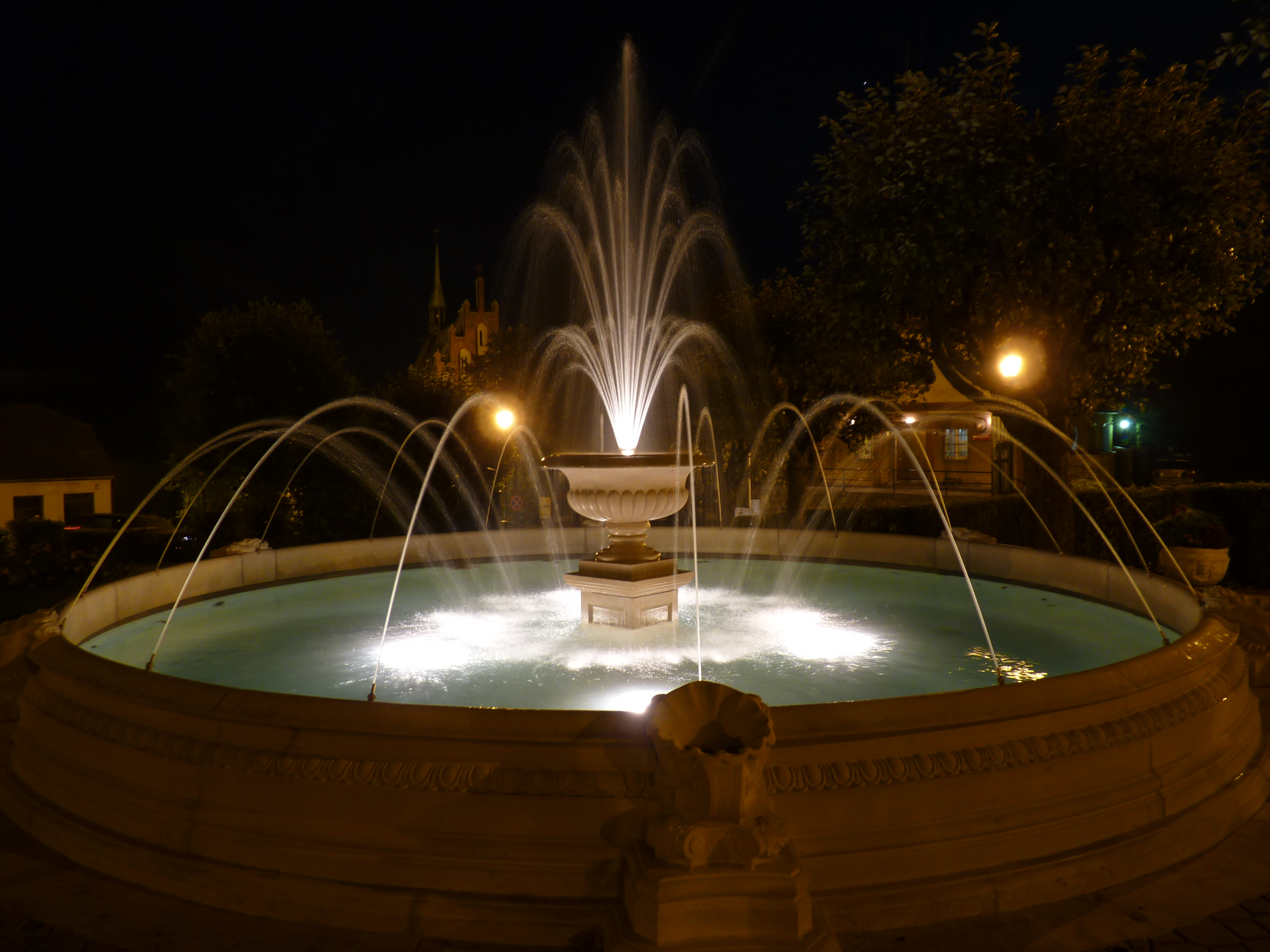
Fântână în piaţa centrală_

Czchów este un oraș în județul Brzesko, Voievodatul Polonia Mică, cu o populație de 2.376 locuitori (2008) în sudul Poloniei.